# Strigamia gracilis
Strigamia gracilis är en mångfotingart som beskrevs av Charles Thorold Wood 1867. Strigamia gracilis ingår i släktet Strigamia och familjen spoljordkrypare. Inga underarter finns listade i Catalogue of Life.